# Quadrangle de Phaethontis

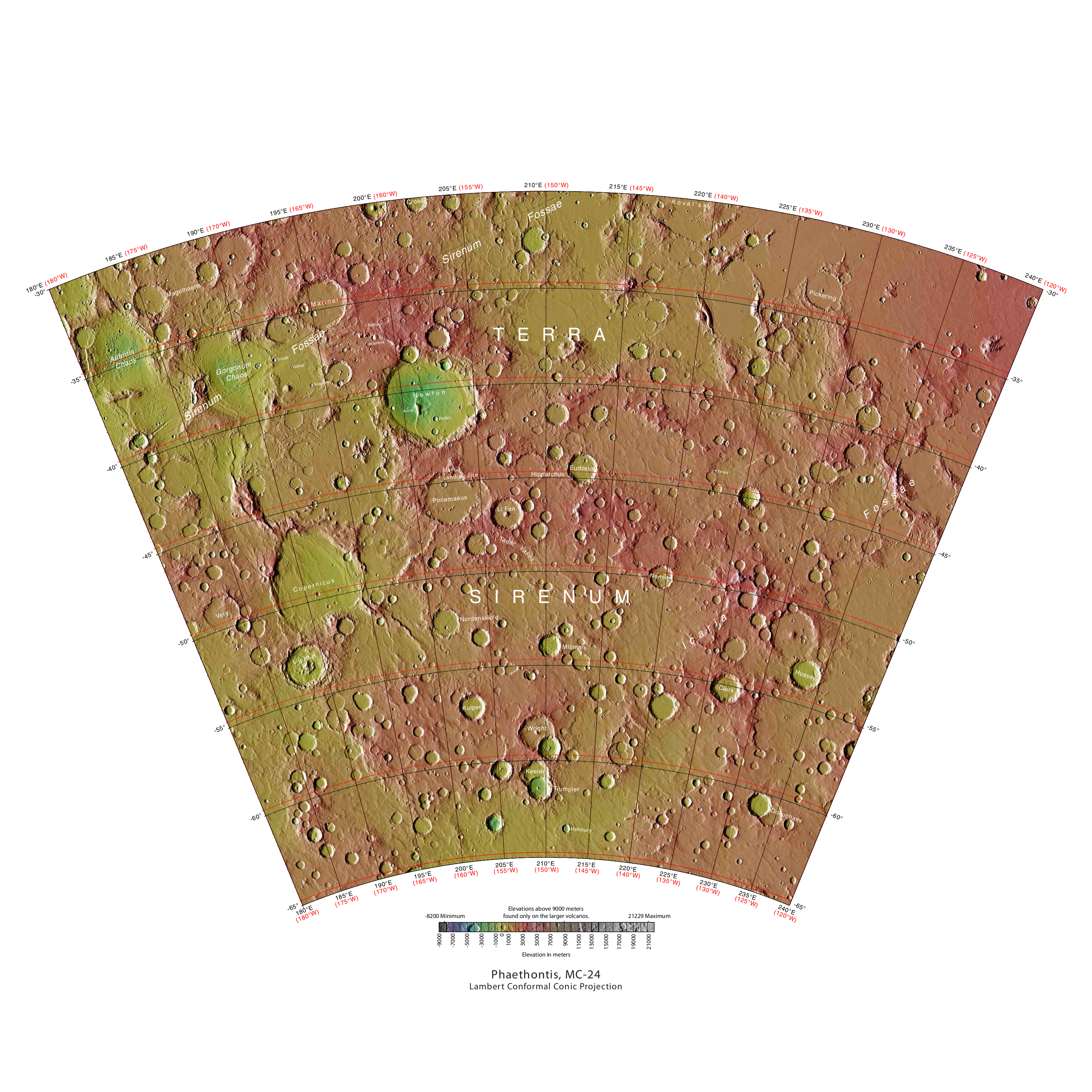
Quadrangle de Phaethontis

Dans le cadre de la géographie de la planète Mars, le quadrangle de Phaethontis — également identifié par le code USGS MC-24 — désigne une région martienne définie par des latitudes comprises entre 30º et 65º S et des longitudes comprises entre 180º et 240º E. 